# Robert B. Sinclair
Robert Bruce Sinclair (24 de maig de 1905 - 3 de gener de 1970) va ser un director nord-americà que va treballar al cinema, teatre i televisió.

## Primers anys
Robert Bruce Sinclair va néixer a Toledo (Ohio), fill d'un agent d'assegurances. Va assistir a la Universitat de Pennsilvània i es va graduar a la Wharton School of Finance and Commerce el 1926. Mentre estudiava a la Universitat de Pennsilvània, un professor d'anglès el va presentar al dramaturg George S. Kaufman.

## Carrera
Sinclair va començar la seva carrera com a assistent de direcció d'escena l'octubre de 1926 al Greenwich Village Theatre, però hi va treballar durant menys de quinze dies abans de traslladar-se a Cleveland per treballar en una societat anònima. Finalment tornaria. a Nova York i va arribar a ser director d'escena, tot i que gairebé totes les produccions en què va treballar no van ser un èxit, la qual cosa el va portar a publicar Why I Am Leaving the Theatre, una "excoriació de l'escena comercial". etapa."
Sinclair es va convertir en editor d'escriptori d'esports per a The Morning Telegraph i més tard va treballar al Museu de la Ciutat de Nova York, dos anys més tard, el seu mentor George S. Kaufman el va atraure de tornada al teatre i ell va ajudar a Kaufman amb la seva producció de 1930 de Once In a Lifetime. Sinclair dirigiria o dirigiria moltes produccions teatrals, inclosa la dirigint les produccions originals de Dodsworth (1934), Pride and Prejudice (1935), The Postman Always Rings Twice (1936), Babes in Arms (1937) i The Philadelphia Story (1939). Sinclair també es va involucrar al cinema quan va treballar en l'adaptació cinematogràfica de Kaufman el 1932 de Once in a Lifetime i va dirigir vuit pel·lícules per Metro-Goldwyn-Mayer entre 1938 i 1941.
Durant la Segona Guerra Mundial, Sinclair va ser capità de la Força Aèria i va dirigir un vídeo d'entrenament anomenat Resisting Enemy Interrogation (1944) que va rebre una nominació com a millor llargmetratge documental als Premis Oscar de 1944.
El 1947, Sinclair va deixar Metro-Goldwyn-Mayer i va dirigir Mr. District Attorney per Columbia Pictures. L'any següent, dirigiria That Wonderful Urge per a 20th Century Fox, que seria la seva darrera pel·lícula.
Sinclair va publicar The Eleventh Hour el 1951, que va ser la seva única novel·la i va ser nominada al Premi Edgar de 1952 a la millor primera novel·la d'un autor nord-americà.
Passaria a dirigir episodis de diverses sèries de televisió al llarg de finals de la dècada de 1950 i principis de la dècada de 1960, principalment per a Warners Brothers Television, incloent Telephone Time, Johnny Staccato, 77 Sunset Strip, Hawaiian Eye i The Deputy.

## Vida personal
Sinclair es va casar amb l'actriu Jane Lamont Buchanan de 1934 a 1941. Es va traslladar a Beverly Hills des de la ciutat de Nova York el 1938. Després es va casar amb l'actriu Heather Angel el 15 d'abril de 1944 a Hollywood. Es va retirar a Montecito a mitjans dels anys 60 i va portar una vida social activa, especialment al teatre. Va tenir un fill, Anthony Sinclair, amb Heather Angel i una fillastra, Barbara. Benson.

## Assassinat
El 3 de gener de 1970, Sinclair va ser apunyalat repetidament al pit per un lladre a la seva casa de Montecito i va morir. L'agressor, Billy McCoy Hunter, un estudiant graduat a la UCSB, va ser arrestat i acusat d'assassinat. Va ser trobat en possessió d'un ganivet sagnant i una pistola.

## Filmografia selecta
Com a director
- Woman Against Woman (1938)
- Dramatic School (1938)
- Joe and Ethel Turp Call on the President (1939)
- And One Was Beautiful (1940)
- The Captain Is a Lady (1940)
- The Wild Man of Borneo (1941)
- Rage in Heaven (1941), no acreditat
- I'll Wait for You (1941)
- Down in San Diego (1941)
- Mr. and Mrs. North (1942)
- Resisting Enemy Interrogation (1944), nominada a l'Oscar al millor documental
- Mr. District Attorney (1947)
- That Wonderful Urge (1948)